# Båstad
Båstad este o localitate din provincia Skåne län, Suedia; reședința comunei cu același nume.

## Demografie
| \| Evoluția demografică a zonei urbane Båstad, 1970–2015 \| Evoluția demografică a zonei urbane Båstad, 1970–2015 \| Evoluția demografică a zonei urbane Båstad, 1970–2015 \| Evoluția demografică a zonei urbane Båstad, 1970–2015 \| Evoluția demografică a zonei urbane Båstad, 1970–2015 \| \| --------------------------------------------------------------------------------------- \| ----------------------------------------------------- \| ----------------------------------------------------- \| ----------------------------------------------------- \| ----------------------------------------------------- \| \| An \| \| \| Locuitori \| \| \| 1970 \| 1970 \| \| 2.395 \| 2.395 \| \| 1975 \| 1975 \| \| 2.452 \| 2.452 \| \| 1980 \| 1980 \| \| 2.857 \| 2.857 \| \| 1990 \| 1990 \| \| 4.174 \| 4.174 \| \| 1995 \| 1995 \| \| 4.561 \| 4.561 \| \| 2000 \| 2000 \| \| 4.683 \| 4.683 \| \| 2005 \| 2005 \| \| 4.793 \| 4.793 \| \| 2010 \| 2010 \| \| 4.961 \| 4.961 \| \| 2015 \| 2015 \| \| 5.146 \| 5.146 \| \| Sursa: SCB - Statistika Centralbyrån, Folkmängden per tätort. Vart femte år 1960 - 2016 \| \| \| \| \| |      |  |           |       |
| Evoluția demografică a zonei urbane Båstad, 1970–2015 |      |  |           |       |
| An |      |  | Locuitori |       |
| 1970 | 1970 |  | 2.395     | 2.395 |
| 1975 | 1975 |  | 2.452     | 2.452 |
| 1980 | 1980 |  | 2.857     | 2.857 |
| 1990 | 1990 |  | 4.174     | 4.174 |
| 1995 | 1995 |  | 4.561     | 4.561 |
| 2000 | 2000 |  | 4.683     | 4.683 |
| 2005 | 2005 |  | 4.793     | 4.793 |
| 2010 | 2010 |  | 4.961     | 4.961 |
| 2015 | 2015 |  | 5.146     | 5.146 |
| Sursa: SCB - Statistika Centralbyrån, Folkmängden per tätort. Vart femte år 1960 - 2016 |      |  |           |       |